# La Montagne en folie
La Montagne en folie (Mountain of Madness) est le 12e épisode de la saison 8 de la série télévisée d'animation Les Simpson.

## Synopsis
Charles Montgomery Burns, qui a envie de s'amuser, concocte une fausse alerte incendie, il s'aperçoit que les employés ne s'aident pas du tout. Agacé par leur attitude, il organise alors un jeu en équipe à la montagne.
Quand ils sont arrivés là-bas, M. Burns commence à expliquer les règles : tous les employés seront par équipes de deux, choisis au hasard ; les membres de l'équipe devront s'entraider pour arriver les premiers au refuge ; les avant-derniers recevront une médaille du plus mauvais employé, et l'équipe arrivée dernière sera renvoyée... 
Smithers pioche alors les noms des employés dans un chapeau pour faire les équipes, normalement, ceci est truqué pour que M. Burns se retrouve avec Smithers, mais Burns trouve que Smithers a été un peu énervant ces temps-ci, et il ne truque alors pas le tirage et se retrouve avec Homer, Lenny se retrouve avec Carl et Smithers quant à lui, se retrouve tout seul.
M. Burns a caché une moto-neige pour arriver plus vite au refuge. Quand ils arrivent, ils se détendent et boivent du champagne en attendant, mais provoquent une avalanche qui recouvre le refuge. En creusant, ils arriveront à sortir mais provoqueront encore une avalanche.
Les autres équipes arrivent dans un poste d'observation croyant que c'est le refuge, un ranger leur explique qu'il y a eu une avalanche. Pendant ce temps, M. Burns et Homer se battent. Burns perce le bidon de propane qui prend feu et projette le refuge qui dévalera la montagne pour arriver juste devant le poste des rangers. Tout le monde rentra dans le refuge et Lenny, arrivé le dernier, ne sera pas renvoyé parce que M. Burns est content du travail d'équipe.